# Widdau
Das Dorf Widdau gehört als Wohnplatz zu Imgenbroich, einem Stadtteil von Monschau in der Städteregion Aachen.
Die dörflichen Belange werden vom Imgenbroicher Ortsvorsteher im Stadtrat der Stadt Monschau vertreten.
Kirchengemeindlich gehört Widdau zur katholischen Pfarre St. Cornelius in Rohren.
Widdau liegt nördlich von Rohren in einer Hanglage über dem Rurtal. Mit kaum achtzig Einwohnern erlangte es in den 1980er- und 1990er-Jahren eine gewisse Berühmtheit durch den WDR. Damals meldete sich der Kabarettist Hubert vom Venn (fiktiv) einmal wöchentlich aus der einzigen Telefonzelle des Dorfes „Live aus der Telefonzelle in Widdau“.
Am 1. Januar 1972 wurde Widdau als Teil von Imgenbroich in die Stadt Monschau eingegliedert.
Die AVV-Buslinie 84 der ASEAG verbindet Widdau mit Monschau, Rohren und Imgenbroich. Zusätzlich verkehrt der NetLiner.
| Linie             | Verlauf |
| ----------------- | --- |
| 84                | Monschau Altstadt – Höfen – Alzen – Rohren – Widdau – Imgenbroich |
| NetLiner Monschau | NetLiner: Fährt 30 min. nach der Buchung. Fährt Mo–Fr von 8–12 Uhr und von 15–21 Uhr. Bedient: Monschau Altstadt, Imgenbroich, Konzen, Mützenich, Kalterherberg, Höfen, Alzen, Rohren, und Widdau |

Unterhalb der Bebauung, direkt an der Rur gelegen, befindet sich der Jugendzeltplatz Widdau der von der Deutschen Pfadfinderschaft Sankt Georg (DPSG), Jugendstätte St. Nikolaus Rursee betreut wird.

Sehenswertes
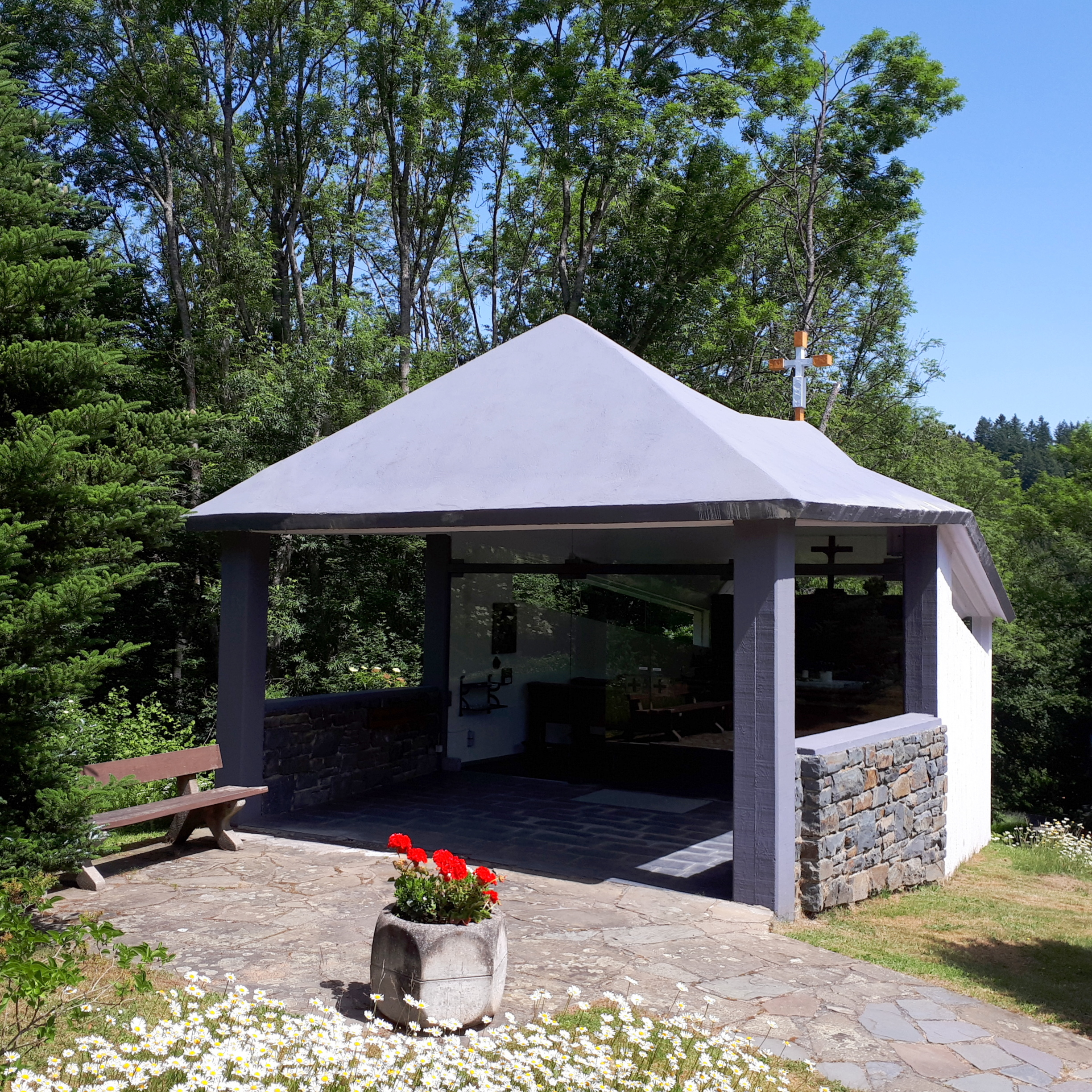
Hubertuskapelle
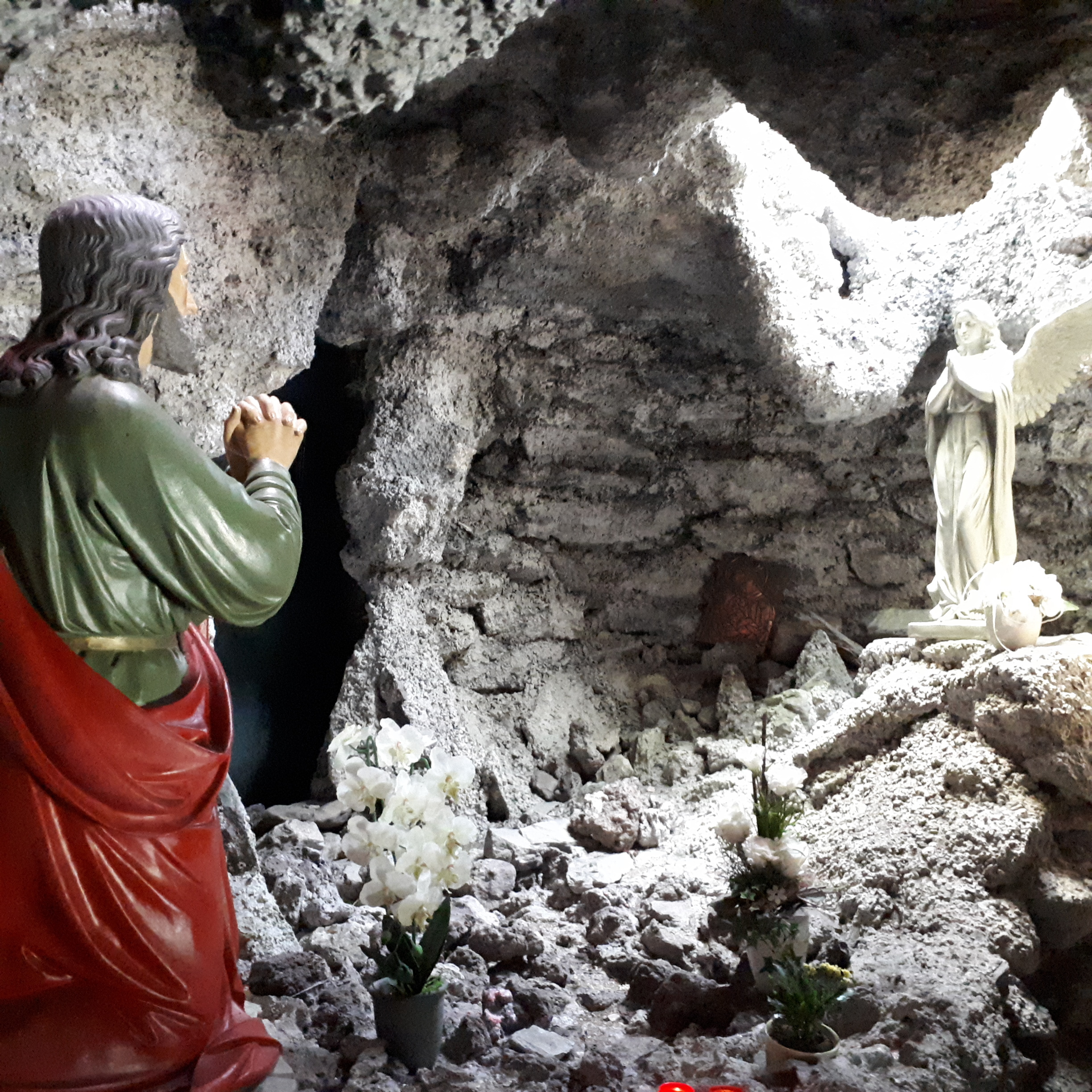
Ölberggrotte; auch bekannt als „Todesangstgrotte“
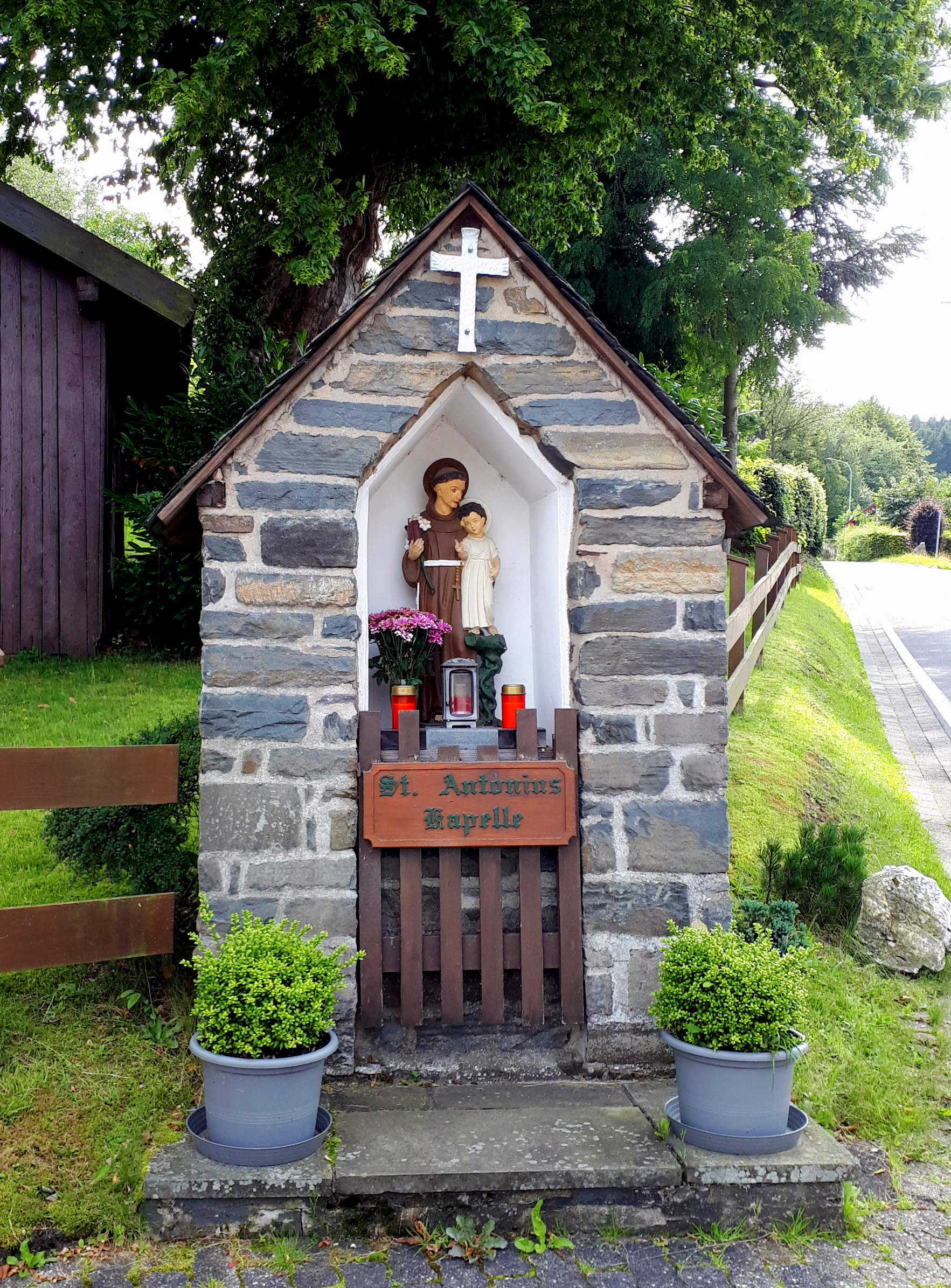
Antonius-Bildstock
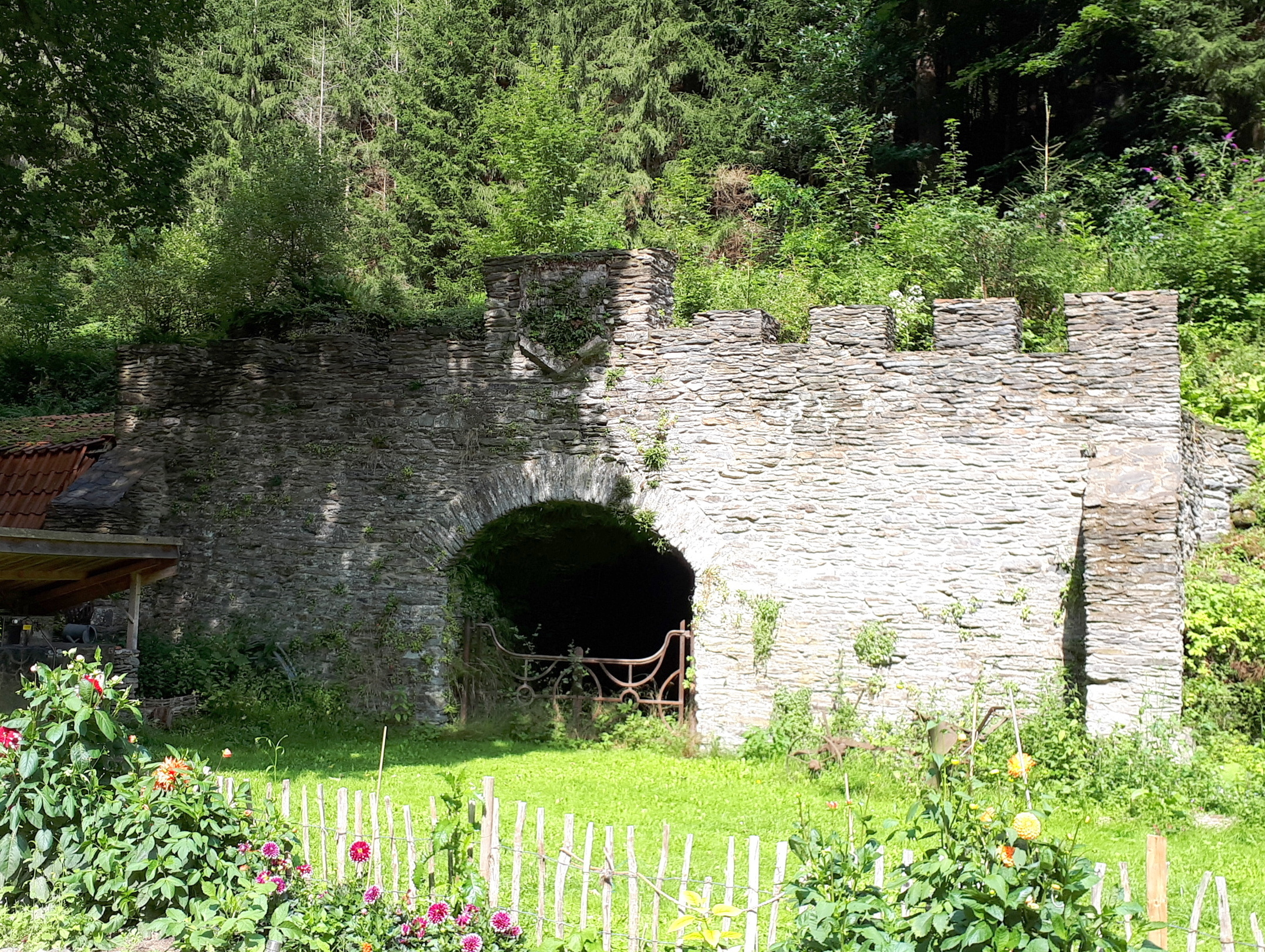
Offermann-Stollen Grünenthal